# Neuburgia novocaledonica
Neuburgia novocaledonica är en tvåhjärtbladig växtart som först beskrevs av Ernest Friedrich Gilg och Gilg-ben., och fick sitt nu gällande namn av J.E.Molina och Struwe. Neuburgia novocaledonica ingår i släktet Neuburgia och familjen Loganiaceae. Inga underarter finns listade i Catalogue of Life.